# Philetairus socius
El tejedor republicano (Philetairus socius) es una especie de ave paseriforme de la familia Passeridae propia del África austral. Es la única especie del género Philetairus, y no se reconocen subespecies. Anteriormente se clasificaba en la familia Ploceidae. 
Se encuentra en Botsuana, Namibia y Sudáfrica.

## Comportamiento

### Alimentación
El tejedor republicano es insectívoro. Como una adaptación a la vida en el seco Desierto de Kalahari, escaso en depósitos de agua, puede obtener toda el agua de su dieta de insectos.

### Anidación
Los tejedores republicanos construyen nidos coloniales permanentes en árboles u otros objetos altos. Estos nidos son suficientemente grandes como para albergar a decenas de familias de aves, conteniendo varias generaciones al mismo tiempo. Los nidos son altamente estructurados y le proveen a las aves una temperatura más ventajosa en relación con la del exterior del nido. Las cámaras centrales retienen el calor y son usadas para pasar la noche. Las cámaras más externas son usadas como sitio sombreado durante el día. Los nidos son usados de forma comensalista por otras varias especies, principalmente por el halconcito africano (Polihierax semitorquatus).

### Reproducción
En la parte sur de su área de distribución, la reproducción es inducida por las lluvias. Bajo condiciones típicas, los tejedores crían hasta cuatro nidadas por ciclo reproductivo. Se conoce que los tejedores republicanos asisten en el cuidado de hermanos más jóvenes de nuevas nidadas, así como de pichones no relacionados. Se ha registrado una pareja reproductora que fue capaz de producir nueve nidadas en una sola estación en respuesta a la depredación repetida de sus crías. 

## Galería de imágenes

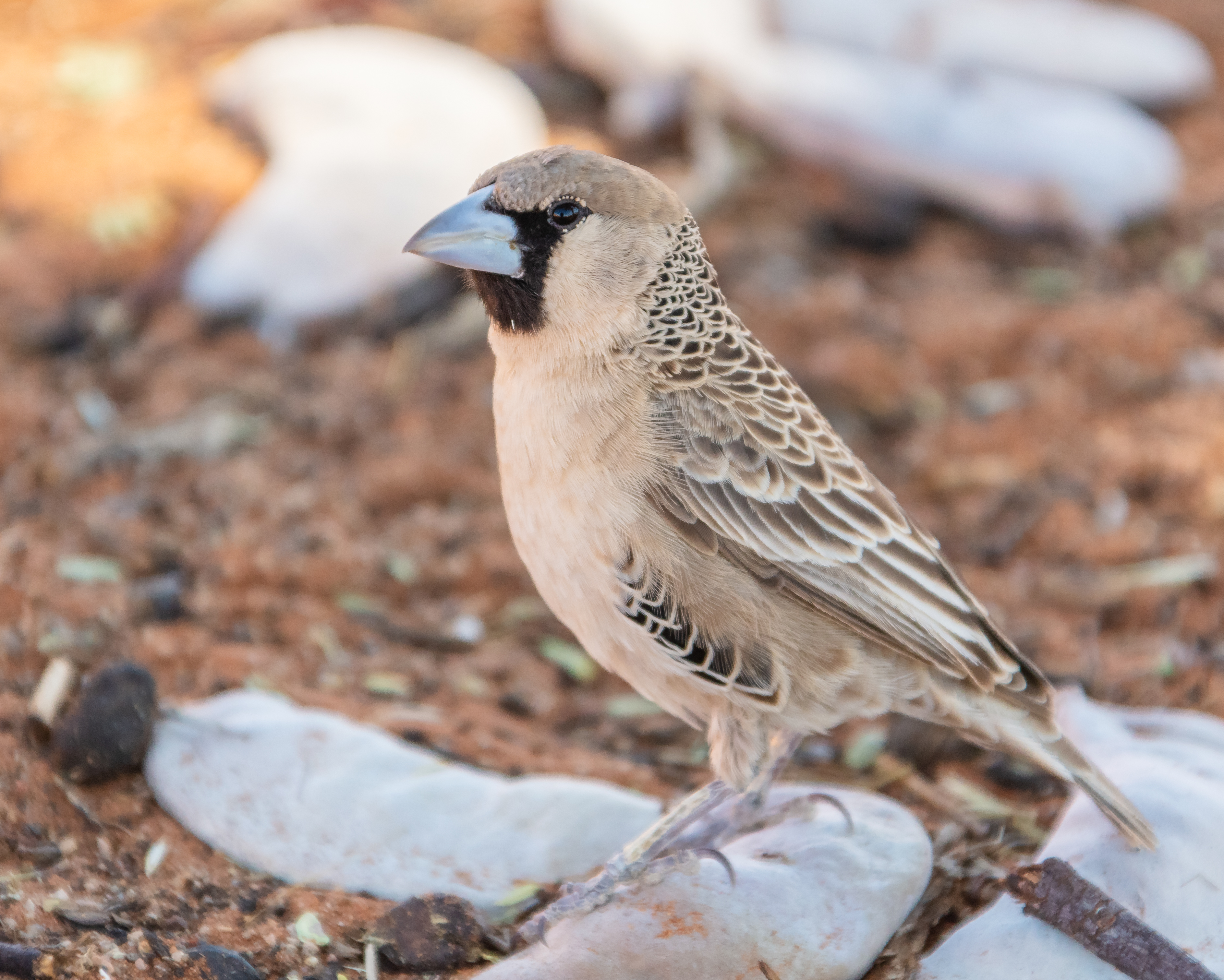
Tejedor republicano entre frutos de Vachellia erioloba.
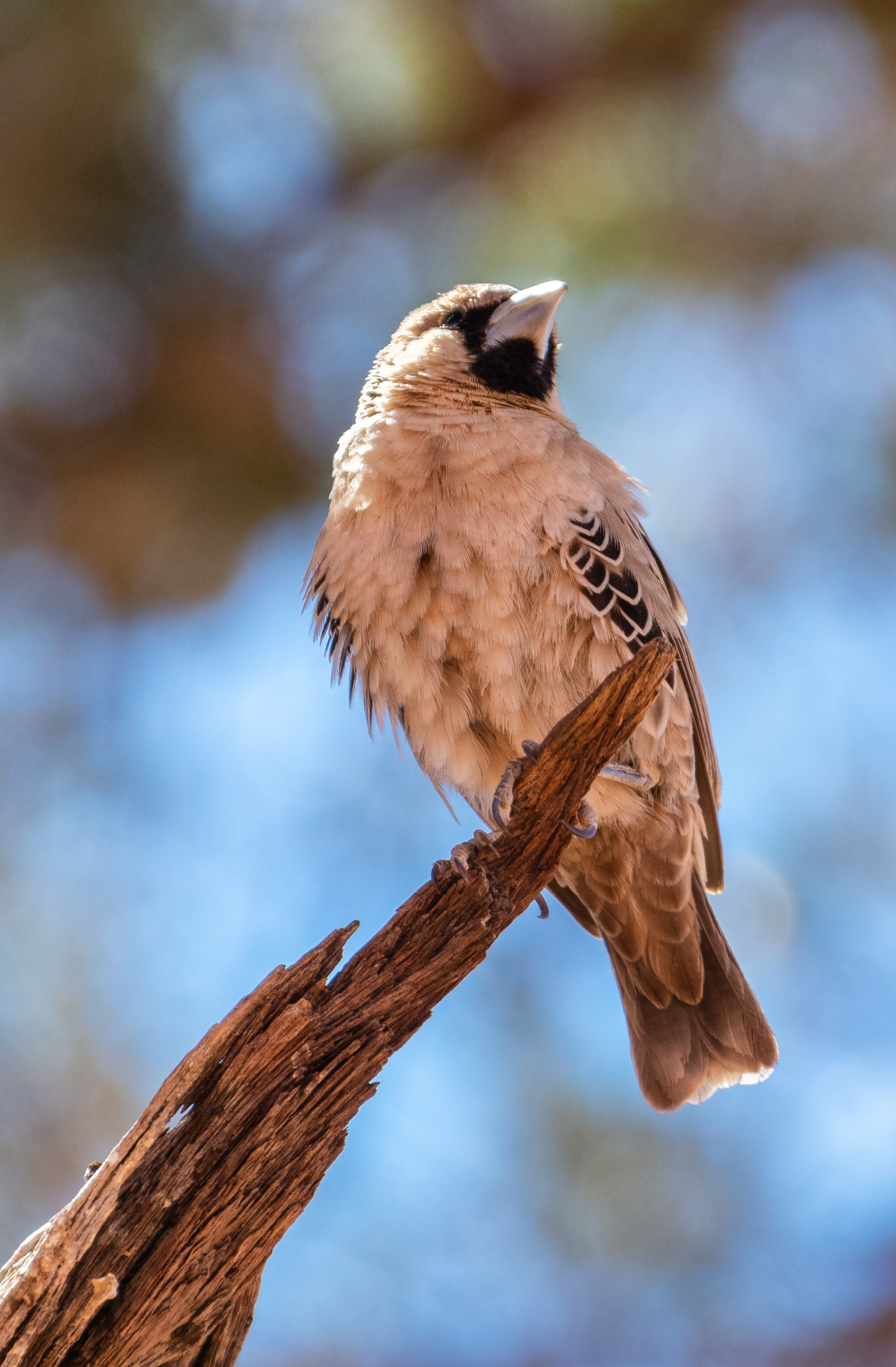
Vista inferior de un ejemplar.
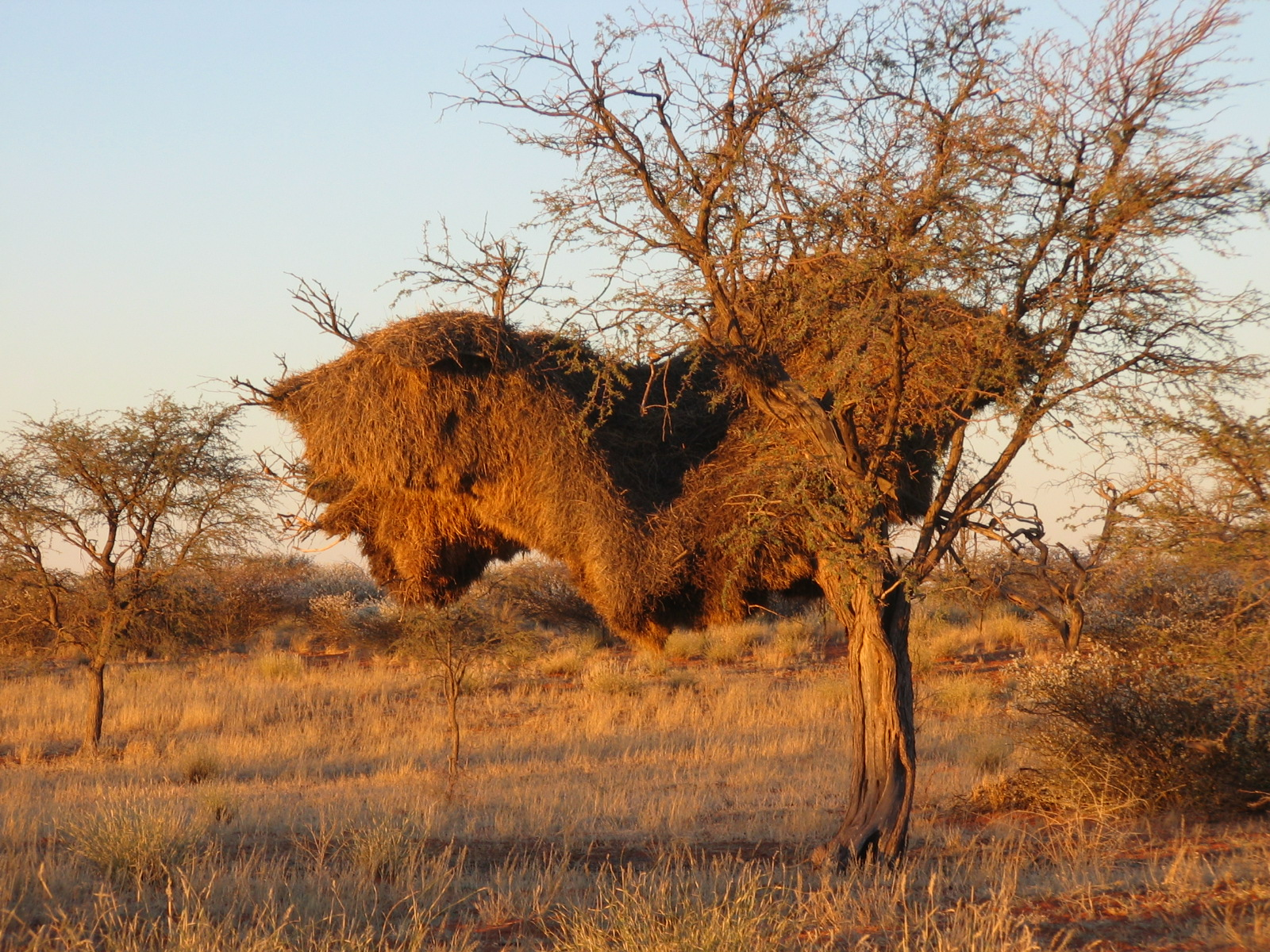
Las colonias de anidación de tejedores republicanos están entre las estructuras más grandes creadas por aves.
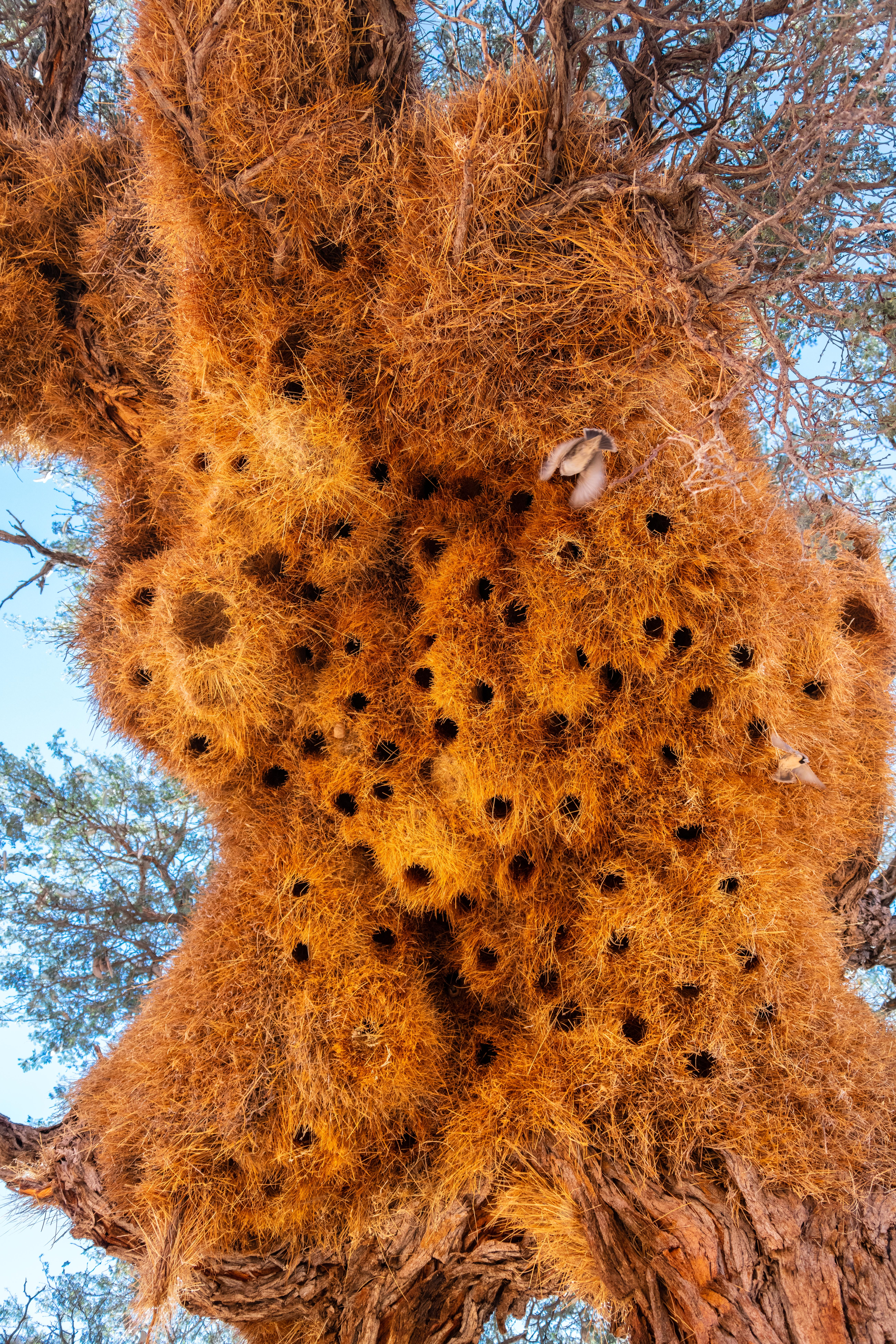
Vista inferior del nido.